# Bernard Lonergan
Bernard Joseph Francis Lonergan, kanadski filozof, teolog i isusovac, po mnogima se ubraja među najveće mislioce XX. stoljeća. Poznat je pod nadimkom »Američki Rahner«, zbog težnji za povezivanjem tomističke i augustinske tradicije s klasičnom i modernom filozofijom, ponajviše njemačkim idealizmom i engleskim empirizmom te kao tvorac teorije spoznaje, unutar teorije kognitivnosti. Uz doprinose na području epistemologije, proučavao je i retoriku i hermeneutiku. Predavao je na Papinskom sveučilištu »Gregoriana«, Sveučilištu u Torontu, Bostonskom koledžu te na Harvardovom sveučilištu. Sveučilište u Toronto objavilo je posmrtno njegova sabrana djela u 25 svezaka. Odlikovan je Kanadskim redom te je nositelj počasnog doktorata na Sveučilištu Concordia u Montrealu.
Drži da je čovjekov um izgrađen na peterima razinama: empiriskoj (iskustvenoj), intelektualnoj, razumskoj, razini odgovornosti i razini vjerskog iskustva, koje zajedno postupno vode ka znanju i donošenju odluke.

## Vanjske poveznice
- Bernard Lonergan u Mrežnoj enciklopediji filozofije
- Bernard Joseph Francis Lonergan u mrežnom izdanju Kanadske enciklopedije
- Mrežna pismohrana (Bernard Lonergan Archive)